# Biryani

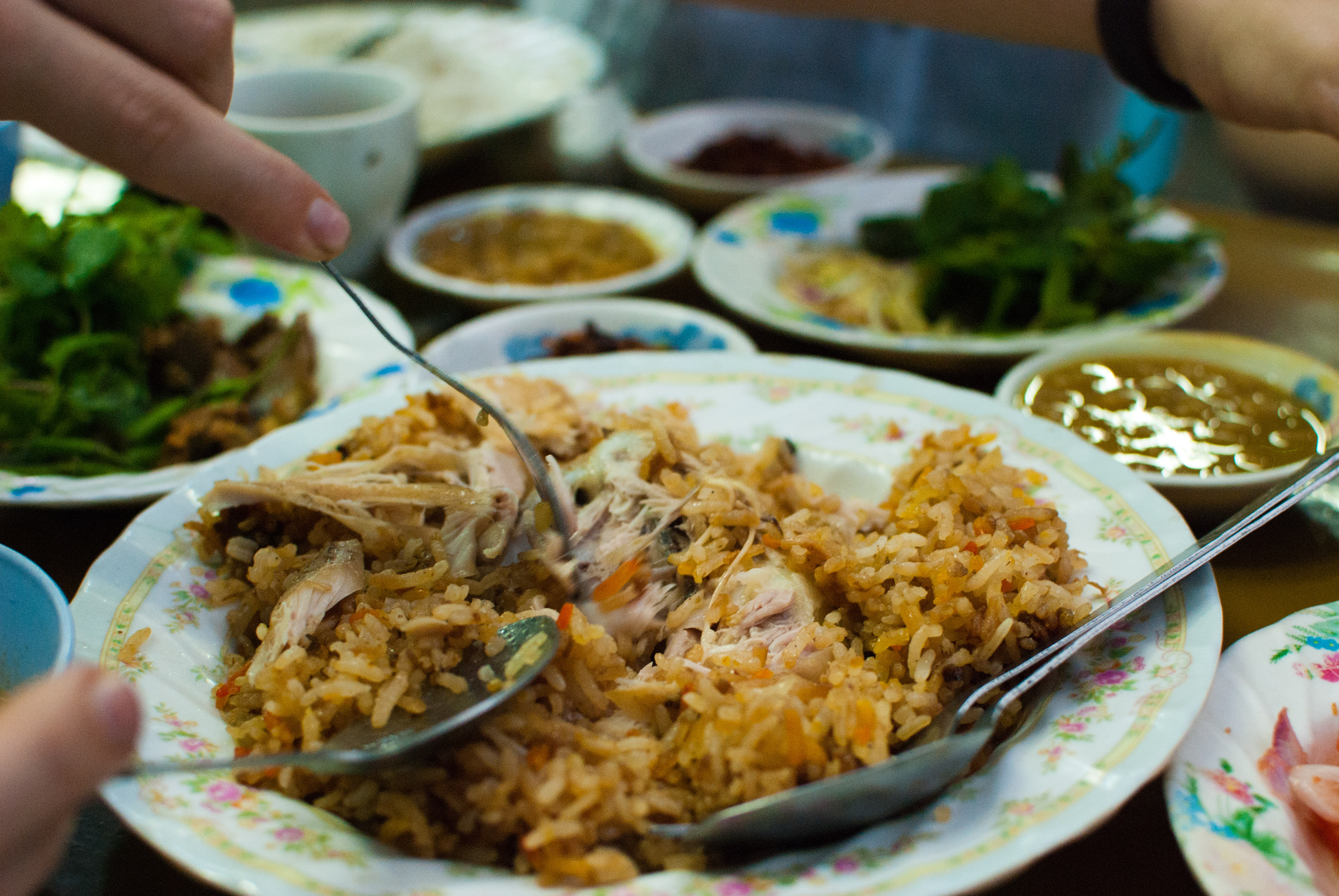
Biryani

Biryani je pokrm z rýže, typický pro Indický subkontinent.
K přípravě se kromě rýže používá maso a zelenina, biryani může být i vegetariánské. Důležitá je kořenící směs, kde najdeme např. muškátový oříšek, muškátový květ, pepř, hřebíček, kardamom, skořici, bobkový list, koriandr, mátu, zázvor, cibuli a česnek.
Někdy se používají též rozinky a oříšky.
Různé obdoby biryani najdeme od Blízkého východu až po Jihovýchodní Asii. Existuje nespočet regionálních a místních variant.